# Championnats d'Afrique de BMX 2024
Navigation
Édition précédente Édition suivante
Les championnats d'Afrique de BMX 2024 ont lieu le 21 avril 2024 à Bulawayo, au Zimbabwe. 

## Podiums
| Épreuves            | Or             | Argent         | Bronze          |
| ------------------- | -------------- | -------------- | --------------- |
| Épreuves masculines |                |                |                 |
| Élites hommes       | Joe Chenaf     | Alex Whitehead | Simon Martin    |
| Épreuves féminines  |                |                |                 |
| Élites femmes       | Miyanda Maseti | Hana Taylor    | Kendall Coombes |